# Иђинио Страфи
Иђинио Страфи (итал. Iginio Straffi; Гвалдо, 30. мај 1965) оснивач је и директор предузећа Рејнбоу, најпознатији као креатор цртаних серијала Винкс и Хантик.

## Биографија
Страфи је рођен и одрастао у граду Гвалдо италијанског региона Марке.

## Каријера
Иђинио је професионални рад започео као цртач стрипова при италијанском издавачу Комик арту. Касније је почео да ради и за Серђо Бонели едиторе, при коме је радио на серијалу Ник Рејдер (Nick Raider). Пропутовао је Европу тражећи посао.
У Марке се вратио 1995. и основао анимациони студио Рејнбоу (Rainbow S.r.l.). Убрзо је издат први самостални производ — цртани филм Томи и Оскар (Tommy e Oscar), на основу којег је 1999. почело емитовање серијала (емитован у око 40 држава).
Дана 28. јануара 2004. започело је емитовање тренутно најпознатијег Страфијевог производа — Винкса (Winx Club). Серијал је емитован у преко 150 држава, а лиценцу за њега откупило је око 350 компанија. Све сезоне су синхронизоване на српски. Рејнбоу се у то време проширио, па је 2008. отворио грану у Сингапуру.
Према Страфијевој идеји је 2011. направљен забавни парк Рејнбоу меџикленд, у коме се налазе грађевине инспирисане његовим серијалима (нпр. школа Алфија из Винкса). Друга дела на којима је Страфи радио јесу Чудовишна алергија (Monster Allergy) из 2006, Хантик (Huntik) из 2009, Поп пикси (Pop Pixie) из 2011. и Миа и ја (Mia and Me) из исте године.